# Östlicher Voalavo
Der Östliche Voalavo (Voalavo antsahabensis) ist eine Art der Madagaskar-Ratten innerhalb der nur durch zwei Arten bekannten Voalavos. Die Art lebt endemisch im zentral-östlichen Teil von Madagaskar, wo sie bisher nur von einem einzigen Fundort bekannt ist.

## Merkmale
Der Östliche Voalavo erreicht eine Kopf-Rumpf-Länge von 8,5 bis 10 Zentimetern bei einer Schwanzlänge von 10 bis 12,3 Zentimetern, das Gewicht beträgt 19 bis 26 Gramm. Damit handelt es sich um eine sehr kleine Art der Nagetiere. Das Fell der Tiere ist dicht und weich mit einer seidigen Textur. Die Rückenfärbung ist mittelgrau, die Flanken und der Nacken sind etwas bräunlicher und der Bauch ist weiß bis hellgrau. Der Schwanz ist weitgehend nackt und zweifarbig, die Oberseite ist grau und die Unterseite weiß. Die Unterschenkel sind bräunlich grau, die Füße und Zehen vollständig weiß.
Die Weibchen besitzen drei Paar Zitzen.

## Verbreitung

Fundorte der beiden bisher bekannten Voalavos. Grün: Östlicher Voalavo. Rot: Nördlicher Voalavo.

Beide Voalavo-Arten kommen als Endemiten nur auf Madagaskar vor und sind jeweils nur von einzelnen Fundorten bekannt. Die Nachweise für den Östlichen Voalavo stammen aus der Provinz Antananarivo nahe der Stadt Anjozorobe im zentral-östlichen Teil der Insel.

## Lebensweise
Über die Lebensweise der Voalavos liegen nur sehr wenige Informationen vor. Der Östliche Voalavo kommt in feuchten Bergregenwaldgebieten der Höhenlagen zwischen 1250 und 1450 Metern vor. Die Tiere ernähren sich wahrscheinlich von Samen und anderen Pflanzenteilen. Sie sind nachtaktiv und leben möglicherweise in Bodennestern oder im Laub der Bäume. Sie sind dabei in der Lage, an Lianen zu klettern, die dünner als ein Bleistift sind.
Die Tiere besitzen Drüsen im oberen Brustbereich, die vor allem bei den paarungsfähigen Männchen einen spezifischen Duft produzieren, um Weibchen anzulocken. Die Weibchen gebären wahrscheinlich zum Ende der Regenzeit im August bis September einen Wurf mit durchschnittlich zwei Jungtieren.

## Systematik
Der Östliche Voalavo wird als eigenständige Art innerhalb der Gattung der Voalavos (Voalavo) eingeordnet, die neben ihm nur noch den 1998 beschriebenen Nördlichen Voalavo enthält. Die wissenschaftliche Erstbeschreibung der Art stammt von den Zoologen Steven M. Goodman, Daniel Rakotondravony, Hary N. Randriamanantsoa und Marlène Rakotomalala-Razanahoera aus dem Jahr 2005, die sie anhand von Individuen aus dem Umland von Anjozorobe beschrieben.
Innerhalb der Art werden neben der Nominatform keine Unterarten unterschieden.

## Status, Bedrohung und Schutz
Der Östliche Voalavo wird von der International Union for Conservation of Nature and Natural Resources (IUCN) als bedroht („endangered“) eingeordnet. Die Hauptbedrohung für diese Art ist der Verlust und die Verschlechterung der Lebensräume als Folge von Brandrodungen durch landwirtschaftliche Aktivitäten. Eine potentielle Bedrohung ist zudem eine Krankheit, die durch eingeschleppte Flöhe von eingeführten Nagetieren auf madegassische Nagetiere übertragen wurde.

## Belege
1. 1 2 3 4 5 6 7 8 9  Northern Naked-tail Forest Mouse. In: S.M. Goodman, A. Monadjem: Family Nesomyidae (Pouched Rats, Climbing Mice and Fat Mice) In: Don E. Wilson, T.E. Lacher, Jr., Russell A. Mittermeier (Herausgeber): Handbook of the Mammals of the World: Rodents 2. (HMW, Band 7) Lynx Edicions, Barcelona 2017, S. 188–189. ISBN 978-84-16728-04-6.
2. ↑  Michael D. Carleton, Steven M. Goodman: New taxa of nesomyine rodents (Muroidea: Muridae) from Madagascar's northern highlands, with taxonomic comments on previously described forms. Fieldiana Zoology 90, 1998; S. 163–200, Art- und Gattungsbeschreibung: S. 182–183. (Digitalisat, Beschreibung).
3. 1 2  Steven M. Goodman, Daniel Rakotondravony, Hary N. Randriamanantsoa, Marlène Rakotomalala-Razanahoera: A new species of rodent from the montane forest of central eastern Madagascar (Muridae: Nesomyinae: Voalavo). Proceedings of the Biological Society of Washington 118 (4), 2005; S. 863–873. doi:10.2988/0006-324X(2005)118[863:ANSORF]2.0.CO;2.
4. 1 2  Voalavo antsahabensis in der Roten Liste gefährdeter Arten der IUCN 2016. Eingestellt von: R. Kennerley, 2016. Abgerufen am 18. Mai 2020.